# El hombre del yelmo de oro
El hombre del yelmo de oro es una pintura al óleo sobre lienzo atribuida anteriormente al artista neerlandés Rembrandt y hoy considerada obra de algún pintor de su círculo. Es un ejemplo de pintura del Siglo de oro neerlandés y en la actualidad se encuentra en la colección de la Gemäldegalerie de Berlín.

## Descripción
El óleo retrata a un hombre —identificado posiblemente como Adriaen, hermano de Rembrandt— que podría ser un soldado o «incluso una figura bíblica». Con la cabeza ligeramente girada hacia la derecha y los ojos bajos, sostiene un arma firmemente. Porta un abrigo oscuro con las mangas de tono rojo violáceo y un collar de metal protegiendo sus hombros. El punto focal de la obra es el casco dorado que lleva, detalladamente labrado, con orejeras y un penacho de plumas rojas y blancas.
Varios de sus elementos denotan su artesanía y estilo barroco. Entre ellos se puede mencionar el uso del claroscuro, que induce fuertes contrastes entre las áreas iluminadas y oscuras de la obra —como el fondo—. Desde el flanco izquierdo cae luz sobre el casco, lo que hace relucir al metal dorado. También presenta «atención a los detalles técnicos», como se ve en la precisión tonal que dota a la figura de un aspecto hiperrealista.

## Atribución
En 1986 expertos del Museumszentrum Berlin-Dahlem concluyeron que la obra no fue pintada por Rembrandt. En cambio, apuntaron a que fue realizada por uno de sus discípulos con la influencia del estilo tardío del artista. Ya en 1984, una comisión de curadores holandeses que investigaba la autoría de los cuadros de Rembrandt cuestionó su autoría. Los detalles «esenciales» en la forma de pintar no concordaban con el estilo de otras obras conocidas del neerlandés. Pese a la incertidumbre de su procedencia, El hombre del yelmo de oro sigue siendo calificado como «una obra maestra».